# Pierwogonki
Pierwogonki, pierwogony (Protura) – podgromada stawonogów z nadgromady sześcionogów i gromady skrytoszczękich, przez niektórych podnoszona do rangi gromady. Dawniej traktowana jako rząd owadów pierwotnie bezskrzydłych. Zwierzęta te mają smukłe, drobne, do 2 mm długie ciała. Są pozbawione oczu i czułków, przy czym funkcję tych ostatnich przejęły przednie odnóża. Jako jedyne sześcionogi przechodzą rozwój z anamorfozą. Bytują w glebie, ściółce i podobnych wilgotnych siedliskach. Występują na całym świecie z wyjątkiem Arktyki i Antarktydy. Odkryto je dopiero na początku XX wieku. Są nadal bardzo słabo poznane. Opisano dotąd ponad 700 gatunków, przy czym może być to zaledwie 10-20% ich światowej fauny.

## Historia odkrycia

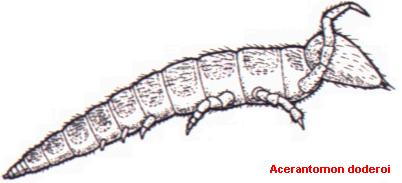
Pierwszy opisany gatunek pierwogonka

Pierwogonki zostały opisane stosunkowo późno, bo w 1907 roku, przez Filippo Silvestriego i niezależnie przez Antonia Berlese. Pierwszej znanej ich obserwacji dokonał 5 czerwca 1907 roku Agostino Dodero, entomolog amator. Zaniósł on odłowione okazy Filippo Silvestriemu, ówczesnemu profesorowi i kierownikowi laboratorium zoologicznego w Portici. Silvestri utworzył dla tych organizmów nowy rząd owadów bezskrzydłych, który nazwał Protura. Pierwszym opisanym gatunkiem został Acerentomon doderoni, nazwany na cześć zbieracza. W 1908 ukazała się praca Berlesego, w której opisał on 4 dodatkowe gatunki z rodzaju Eosentomon oraz wspomniał, że zwierzęta te obserwował w próbkach gleby z okolic Florencji już dłuższy czas. W 1911 ukazała się praca rosyjskiego entomologa, Rimskiego-Korsakowa, w której zauważył, że odnalazł okazy pierwogonków już w 1906 pod butwiejącą kłodą. Wielokrotne odkrycie tych stworzeń mogło być skutkiem wynalezienia przez Berlesa wypłaszacza stawonogów glebowych w 1905 roku.

## Taksonomia
Silvestri, opisując pierwogonki w 1907, umieścił je w randze rzędu w podgromadzie Apterygota wśród owadów. Jednak ich odmienność od innych rzędów owadów sprawiła, że Berlese na podstawie swych badań doszedł do wniosku, że są one blisko spokrewnione z jednej strony z drobnonogami i skąponogami, zaliczanymi do wijów, a z drugiej z przerzutkami zaliczanymi do owadów. Umieścił je więc w 1909 we własnym kladzie, nadając mu nazwę Myrientomata. W tym samym roku Schepotieff zwrócił uwagę na ich podobieństwo do widłogonków i umieścił wraz z nimi w kladzie Prothysanura. Z kolei Börner w 1910 umieścił pierwogonki wraz ze skoczogonkami we wspólnym kladzie Ellipura. Wreszcie, w 1913, Prell nadał im rangę osobnej podgromady w grupie sześcionogów.
Analiza filogenetyczna przeprowadzona przez Luana i współpracowników sugeruje, że pierwogonki są najbliżej spokrewnione z widłogonkami, a następnie ze skoczogonkami, razem tworząc grupę siostrzaną dla owadów. Współcześnie klasyfikuje się je w randze podgromady lub gromady i zalicza wraz z widłogonkami i skoczogonkami do gromady skrytoszczękich, będących grupą siostrzaną jawnoszczękich, do których należą owady. Zdarza się, że nazwę Protura stosuje się do rzędu, a do podgromady zaproponowaną przez Berlesa Myrientomata.

## Morfologia

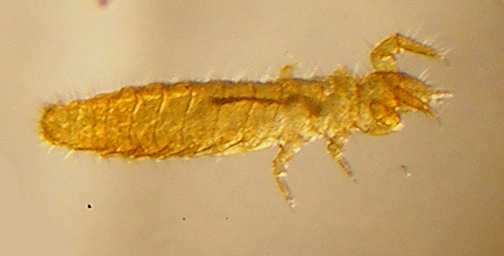
Gatunek z rodzaju Acerentomon pod mikroskopem stereoskopowym

Drobne stawonogi o ciele smukłym, delikatnym, słabo zesklerotyzowanym, barwy od białej lub żółtawobiałej przez żółtą do żółtobrązowej, długości od 0,5 do 1,8 mm (lub od 0,2 do 2 mm).

### Głowa
Głowa pierwogonków jest w przybliżeniu jajowata lub gruszkowata, entognatyczna, co oznacza, że narządy gębowe ukryte są w całości w puszce głowowej, będącej zagłębieniem na jej brzusznej stronie przykrytym wargą górną. Pozbawione są oczu i czułków. U części gatunków na głowie występują pseudooczka (psudoocelli), będące narządami zmysłu wrażliwymi na wilgotność środowiska. Przysadki gębowe ssące składają się ze sztyletowatych żuwaczek połączonych stawowo jedną płaszczyzną z głową. Szczęki (maxillae) wyposażone są w głaszczki, a druga ich para zrośnięta jest częściowo w wargę dolną.

### Tułów
Tułów określa się jako cylindryczny o wyraźnie skróconym przedpleczu. Pierwsza para odnóży jest dłuższa od pozostałych i trzymana wysunięta do przodu, dzięki czemu pełni funkcję narządu zmysłu, zastępując czułki. W związku z tą funkcją wyposażona jest w liczne sensilla i włoski czuciowe. Odnóża tułowiowe zakończone są jednoczłonowymi stopami wyposażonymi w pojedynczy pazurek.

### Odwłok
Smukły, cylindryczny odwłok zbudowany jest u osobników dorosłych z 12 segmentów. Pierwsze trzy segmenty odwłoku wyposażone są w szczątkowe, jednogałęziowe odnóża odwłokowe, z których najczęściej pierwsza para jest dwuczłonowa, a pozostałe jednoczłonowe. Ostatnim jego segmentem jest telson, na którym brak przysadek odwłokowych. Genitalia są wewnętrzne, a otwór genitalny usytuowany jest między XI sternitem a brzusznym płatem telsonu. Na narządy płciowe składa się u samców parzyste prącie, a u samic łuska genitalna. Otwór odbytowy ulokowany jest między grzbietowym a brzusznym płatem telsonu.

### Budowa wewnętrzna
Zwoje brzusznej części układu nerwowego występują u pierwogonków we wszystkich segmentach tułowiowych oraz 6 odwłokowych. U rzędu Eosentomata występują 2 pary przetchlinek i prymitywne, krótkie tchawki. Przedstawiciele rzędu Acerentomata wymianę gazową odbywają powierzchnią ciała w drodze dyfuzji. Między jelitem środkowym a jelitem tylnym pierwogonki posiadają 6 kieszeniowatych wpukleń zwanych papilami, które uważa się za silnie skrócone cewki Malpighiego.

## Biologia

### Rozmnażanie
Wciąż nie wiadomo, czy zapłodnienie odbywa się poprzez kopulację, czy niebezpośrednio – przez przekazanie spermatoforu, jak u innych sześcionogów tradycyjnie zaliczanych do bezskrzydłych. W 1940 Erwing opisał samca Yamatentomon barberi siedzącego na samicy i stykającego się z nią odwłokiem, jednak nie doszło do przekazania nasienia, gdyż akt został przerwany. O występowaniu kopulacji mogłaby świadczyć skomplikowana budowa narządów genitalnych. Większość naukowców opowiada się jednak za pośrednim przekazywaniem spermy. Ultrastrukturalna analiza plemników pierwogonków wykazała duże zróżnicowanie ich kształtów. U wielu gatunków występuje nasienie blaszkowate, co świadczy na korzyść poglądu o zapłodnieniu niebezpośrednim.

### Rozwój
Rozwój embrionalny tych zwierząt jest słabo poznany. Pierwogonki są natomiast jedynymi sześcionogami przechodzącymi rozwój postembrionalny z anamorfozą. Oznacza to, że liczba segmentów budujących ich ciało zwiększa się wraz z kolejnymi linieniami, aż to osiągnięcia dojrzałości.

#### Jajo
Jajo znane jest tylko u kilku gatunków. Chorion, gładki lub pokryty licznymi wypukleniami, pełni funkcję plastronu. Rozwój embrionalny pierwogonków został po raz pierwszy opisany dla Baculentulus densus. Z tym występującym u pozostałych skrytoszczękich łączy go prosta blastokineza obejmująca jedynie niewielkie zmiany w ułożeniu zarodka, sposób kształtowania narządów grzbietowych oraz fakt, że zarówno zarodek, jak i seroza oblane są wydzieliną oskórkowej skorupki jaja. Z wijami i skorupiakami łączy go natomiast zdolność serosy do różnicowania się w ścianę ciała.

#### Rozwój postembrionalny
Pierwogonki jako jedyne sześcionogi przechodzą w rozwoju anamorfozę, czym nawiązują do wijów. W ich przeobrażeniu wyróżnia się 5-6 stadiów rozwojowych: prelarwa (praelarva), larwa I, larwa II, maturus junior, preimago oraz imago. Wykluwająca się z jaja prelarwa ma 8 lub 9 segmentów odwłokowych i najprawdopodobniej nie pobiera pokarmu, gdyż jej narządy gębowe są jeszcze nierozwinięte. Nie każde kolejne linienie związane jest z pojawieniem się dodatkowych segmentów odwłokowych, jednak stadium maturus junior posiada już ich komplet, zaś od imago wyróżnia się nierozwiniętymi w pełni genitaliami. Stadium preimago, w którym genitalia również są jeszcze nierozwinięte, występuje tylko u samców z rzędu Acerentomata lub tylko rodziny Acerentomidae.

### Odżywianie
Dawniej niektórzy autorzy określali pierwogonki jako drapieżne, podczas gdy inni uważali, że odżywiają się martwą materią organiczną. Odżywianie się pierwogonka zaobserwował po raz pierwszy Strum. Zauważył on Acerentomon gallicum żywiącego się wyłącznie przez ssanie opilśni występującej na korzeniach dębu i grabu w stanie ektomikoryzy. Później u korczyka przejściowca (Eosentomon transitorum) zauważył ssanie wolnej grzybni występującej w glebie. Obserwacje te najpierw potwierdzało jedynie występowanie pierwogonków w ryzosferze mikoryzujących drzew. Analogiczne zachowania odnotowano w XXI wieku u Baculentulus densus i Nipponentomon nippon. Nie jest pewne, czy jest to ich jedyne źródło pożywienia, gdyż nowe badania nie wykazują znaczących różnic między gęstością populacji w siedliskach mikoryzowych a przyległych.

## Ekologia i zoogeografia

### Habitat
Stawonogi te żyją w glebie, mchu, ściółce leśnej, próchnie, pod kamieniami i pniakami, pod korą starych drzew oraz w zwierzęcych norach. Preferują gleby wilgotne, organiczne, które nie mogą być zbyt kwaśne. Pierwogonki zwykle występują w górnej mierzącej 10 cm warstwie podłoża, ale bywają znajdywane na głębokości 25 cm, a rekordowo na 50 cm. W zależności od głębokości występowania można w klimacie o zmiennych porach roku wyróżnić dwie grupy gatunków: te bytujące wyżej posiadają jedno pokolenie rocznie, podczas gdy zajmujące głębsze warstwy mają ich więcej. Często związane są z korzeniami roślin. Unikają środowisk skrajnie wilgotnych i uprawnych.

### Zagęszczenie
Gęstość ich występowania wynosi zwykle między 1000 a 7000 osobników na m², przy czym Janetschek podaje dla europejskich lasów od 2200 do 18 000 os./m². Stumpp podaje dla niemieckich świerczyn wartości od 235 do 15 633 os./m². Rekordową odnotowaną gęstość podano z wiatrołomów świerkowych południowych Niemiec, a wynosiła ona 91 400 osobników na m². Janetschek uzyskał jeszcze większą liczbę, ekstrapolując wyniki Rawa z 1956 dla gleby łąkowej, a mianowicie 120 000 os./m².

### Zróżnicowanie gatunkowe
Opisano dotychczas ponad 700 gatunków tych stawonogów, przy czym szacuje się, że jest to zaledwie 10-20% wszystkich gatunków świata.
Badania nad lokalną fauną pierwogonków prowadziło kilku autorów, przy czym szczególnie warte odnotowania są prace Christiana i Szeptyckiego realizowane w rejonie Wiednia. Po wyróżnieniu 6 reprezentatywnych typów siedlisk, wykazali oni występowanie 42 gatunków na powierzchni 415 km². Największym zróżnicowaniem gatunkowym cechowały się pagórkowate lasy liściaste, a rekord padł na stanowisku zlokalizowanym w dąbrowie z przewagą dębu omszonego, gdzie odnotowano 23 syntopiczne gatunki.

### Rozprzestrzenienie
Pierwogonki są kosmopolityczne. Występują we wszystkich środowiskach lądowych z wyjątkiem Arktyki i Antarktydy, a granicę ich zasięgu na północy i południu wyznacza granica drzew. Ich szczegółowe rozmieszczenie jest jednak słabo poznane, a z wielu rejonów świata (w tym także rejonów Europy) brakuje jakichkolwiek danych. Fauna Polski jest pod tym względem stosunkowo dobrze zbadana, a na początku XXI w. należała wręcz do najlepiej poznanych na świecie. Wykazano występowanie tu 69 gatunków z 4 rodzin, przy czym szacuje się, że jest to około 60-70% krajowych gatunków (zobacz: pierwogonki Polski).

## Znaczenie i ochrona
Pierwogonki nie mają znaczenia gospodarczego. Mogą jednak potencjalnie służyć jako ekologiczne bioindykatory stanu gleby. Niektóre dane sugerują, że ich duże zagęszczenie może świadczyć o rozwiniętej w glebie mikoryzie. Ponadto znaleźć można informacje o wpływie wapnowania i pestycydów na stan ich populacji. Szeptycki zwraca uwagę, że brak perspektywy czasowej w badaniach faunistycznych nie pozwala stwierdzić, które gatunki są zagrożone, wymienia jednak ogólne czynniki im zagrażające, takie jak eutrofizacja środowisk lądowych, zanieczyszczenie środowiska, zanik mikrosiedlisk czy naturalna sukcesja roślinności. Głównym środkiem zaradczym jest więc zachowanie lub odtworzenie maksymalnej różnorodności siedlisk z uwzględnieniem nie tylko ochrony biernej, ale także czynnej.

## Systematyka
Berlese wyróżnił 2 rodziny pierwogonków: Eosentomidae i Acerentomidae. W 1936 Ewing wprowadził rodzinę Protentomidae, a w 1960 Price Hesperentomidae. Tuxen w 1964 podzielił pierwogonki na podrzędy: Eosetomoidea i Acerentomoidea. W 1973 Nosek dla nowo odkrytego rodzaju Sinentomon wprowadził dodatkowo podrząd Sinetomoidea. W 1999 Yin podniosła pierwogonki do rangi gromady podzielonej na 3 rzędy i 6 rodzin. Podział ten zastosował Szeptycki w katalogu „Catalogue of the World Protura” z tą różnicą, że rodzin wyróżnił 7.
Obecnie przyjmuje się klasyfikację za Szeptyckim, która wygląda następująco:
- rząd: Acerentomata (syn. Acerentomoidea)
  - rodzina: Hesperentomidae Price, 1960
  - rodzina: Protentomidae Ewing, 1936
  - rodzina: Acerentomidae Silvestri, 1907
- rząd: Sinentomata (syn. Sinentomoidea)
  - rodzina: Fujientomidae Tuxen et Yin, 1982
  - rodzina: Sinentomidae Yin, 1965
- rząd: Eosentomata (syn. Eosentomoidea)
  - rodzina: Eosentomidae Berlese, 1909
  - rodzina: Antelientomidae Yin, 1983